# Zonal jordmån
Zonal jordmån är beteckning för jordmånstyp med mer eller mindre långsträckt, ofta i öst-västlig geografisk utbredning på kontinenterna. Denna beror främst på jordmånsbildningens samband med temperatur- och fuktighetsförhållanden och vegetationstypen. Exempel på zonal jordmån är podsol- och latosoljord.
Motsatsen är azonala eller intrazonala jordmåner, som främst utformas av andra faktorer än klimatiska eller är så unga att inga typiska horisonter har utbildats.